# حماد جمالی
شیخ حماد بن جمالی بن رشیدالدین شاعر، عارف و فاضل معروف عهد سمه‌ها در سند بود.

## زندگی
شیخ حماد «جمالی» بیشتر اوقات خود را در انزوا و انجام طاعات و عبادات می‌گذرانید. وی به آن‌چه در دو بیت زیر گفته عمل می‌کرد:
| در گزک بوریا و پوستکی    |  | دلکی پر ز درد دوستکی  |
| این‌قدر بس بود «جمالی» را |  | عاشق رند و لاابالی را |

## پی‌نوشت
1. ↑  جهان، «تأثیرات زبان فارسی در...»، مجموعه مقالات سمینار زبان و...، ش. ۵۵-۵۴؛ صص. ۱۷۵-۱۷۹.
2. ↑  سدارنگانی، پارسی‌گویان هند و سند.
3. ↑  سدارنگانی، پارسی‌گویان هند و سند.